# Asociación Colegial de Escritores
La Asociación Colegial de Escritoras y Escritores (ACE) es una sociedad literaria española creada en el año 1976 -legalizada en 1977- con los siguientes fines: Defender la libertad de expresión, representar a sus colegiados en los organismos oficiales; asesorar y actuar en temas relacionados con la Propiedad Intelectual; ayudar a dirimir los problemas con los editores; fomentar la vida intelectual y la proyección de las literaturas y culturas españolas; en definitiva, amparar y defender a los escritores en el ejercicio de sus funciones.
La sede de la Asociación está radicada en Madrid. El actual presidente es Manuel Rico.

## Revistas y publicaciones
La ACE publica una revista literaria propia llamada la República de las Letras. Esta revista está estrucuturada en monográficos con intervenciones de dramaturgos, críticos y divulgadores de primer nivel. Ésta alcanzó su número 132 en 2014.
Desde 2019, la Asociación Colegial de Escritores convoca el Premio Ángel María de Lera al Fomento de la Labor del Escritor y de la Lectura. Lo han obtenido el Patronato Municipal de Cultura de Fuenlabrada (2020), Urueña Villa del Libro-Fundación Jorge Guillén (2021), la Red de Bibliotecas Públicas de Navarra (2022), la Escuela de Escritores (2023), el programa de Radio Nacional de España "La estación azul" (2024).

## Secciones autónomas
Forman parte de la ACE como secciones autónomas:
- Asociación de Autores de Teatro (AAT)
- Asociación Colegial de Escritores de España, Sección Autónoma de Traductores de Libros (ACETT).[8] Esta sección se creó en 1983 con el objetivo de defender los derechos jurídicos y patrimoniales de los traductores de libros y promover su condición de autores (tal como reconocen la Ley 22/1987, de 11 de noviembre de 1987 sobre la Propiedad Intelectual y el Real Decreto Legislativo 1/1996). En el año 1984, ACE Traductores inició unas negociaciones con la Federación de Gremios de Editores de España que han ido culminando en diversos modelos de contrato tipo para la traducción ajustados a la LPI. Desde esa fecha, ACE Traductores no ha dejado de promover estos contratos entre traductores y editores con el fin de que la actividad traductora se desarrolle dentro de la legalidad vigente.

ACE Traductores, con la Casa del Traductor, creó las Jornadas en torno a la Traducción literaria de Tarazona y actualmente organiza, junto con una universidad anfitriona distinta cada año, las Jornadas El Ojo de Polisemo.
Premios: ACE Traductores otorga anualmente el premio de Traducción Esther Benítez por votación de los socios a la traducción al castellano, catalán, euskera o gallego de una obra literaria de cualquier género escrita originalmente en cualquier lengua y publicada por primera vez durante el año anterior a la edición.
Publicaciones de ACE Traductores:
Vasos Comunicantes, revista publicada desde 1983 dedicada exclusivamente a la traducción literaria.
Libro Blanco de la traducción en España, 1997.
Libro Blanco de la traducción editorial en España, 2010.
Libro Blanco de los derechos de autor de las traducciones de libros en el ámbito digital, 2016.
Informe del valor económico de la traducción editorial, junio de 2017.
- Asociación Colegial de Escritores de Andalucía (ACE-A)

Ha formado parte de la ACE como sección autónoma:
- Asociación Colegial de Escritores de Cataluña (hasta 1993)[9]

## Vínculos
- Página oficial de la ACE